# Andrej Križaj
Andrej Križaj (Jesenice, 11 settembre 1986) è un ex sciatore alpino sloveno.

## Biografia
Specialista delle prove veloci originario di Žirovnica e attivo in gare FIS dal dicembre del 2001, Križaj esordì in Coppa Europa il 17 dicembre 2003 a Ponte di Legno/Tonale (46º in discesa libera) e in Coppa del Mondo il 13 gennaio 2006 nella supercombinata di Wengen, subito conquistando i primi punti grazie al 30º posto.
Il 21 dicembre 2007 colse ad Altenmarkt-Zauchensee il suo primo podio in Coppa Europa (3º in supercombinata), mentre il 18 dicembre 2009 ottenne il suo miglior piazzamento di carriera in Coppa del Mondo: 19º nel supergigante della Saslong in Val Gardena. In seguitò partecipò ai suoi unici Giochi olimpici invernali, Vancouver 2010, piazzandosi 37º nella discesa libera, 33º nello slalom gigante e non completando il supergigante e la supercombinata.
Il 7 gennaio 2011 ottenne a Wengen in supergigante la sua unica vittoria, nonché ultimo podio, in Coppa Europa; un mese dopo partecipò ai Mondiali di Garmisch-Partenkirchen, sua unica presenza iridata, senza terminare la supercombinata. Il 28 gennaio 2012 fu per l'ultima volta al cancelletto di partenza di una gara di Coppa del Mondo, la discesa libera di Garmisch-Partenkirchen che chiuse al 48º posto, e il 23 febbraio successivo si congedò dalla Coppa Europa partecipando – senza portarla a termine – alla supercombinata di Sella Nevea. Abbandonò le competizioni nella stagione seguente e la sua ultima gara fu uno slalom gigante FIS disputato a Magnitogorsk Abzakovo il 20 dicembre, chiuso da Križaj al 5º posto.

## Palmarès

### Coppa del Mondo
- Miglior piazzamento in classifica generale: 109º nel 2010

### Coppa Europa
- Miglior piazzamento in classifica generale: 40º nel 2008
- 3 podi (2 in supergigante, 1 in supercombinata):
  - 1 vittoria
  - 2 terzi posti

#### Coppa Europa - vittorie
| Data           | Località | Paese    | Specialità |
| -------------- | -------- | -------- | ---------- |
| 7 gennaio 2011 | Wengen   | Svizzera | SG         |

Legenda:

SG = supergigante

### Campionati sloveni
- 1 medaglia[1]:
  - 1 argento (supergigante nel 2009)